# Paludipasser locustella
L'astro quaglia ali rosse (Paludipasser locustella Neave, 1909) è un uccello passeriforme della famiglia degli Estrildidi. Rappresenta inoltre l'unica specie attualmente ascritta al genere Paludipasser Neave, 1909.

## Descrizione

### Dimensioni
Misura cuna decina di centimetri circa di lunghezza, coda compresa.

### Aspetto
Si tratta di uccelletti dall'aspetto tozzo e paffuto, muniti di corte ali arrotondate, forti zampe e coda corta e squadrata.

La colorazione è grigio-brunastra su tutto il corpo, con presenza di striature più scure che dal vertice vanno verso la coda e di un'area più chiara (grigio-biancastra) su gola, sottocoda e fianchi: questi ultimi sono striati verticalmente di nero, colore del quale sono remiganti e coda. In questi uccelli è presente un dimorfismo sessuale piuttosto marcato, col maschio che presenta una colorazione rosso cupo su faccia, gola e copritrici alari (dalla quale deriva il nome comune della specie), assente nella femmina. Il becco è rosso nel maschio e nerastro nella femmina, le zampe sono di colore carnicino-giallastro, gli occhi sono bruni con anello perioculare grigiastro.

## Biologia
Si tratta di uccelli diurni, che vivono tendenzialmente in coppia ed hanno abitudini prettamente terricole: essi, infatti, passano la maggior parte della vita al suolo o nei pressi di esso, alla ricerca di cibo, pronti a rifugiarsi nel folto della vegetazione al minimo segnale di disturbo, rimanendo immobili per mimetizzarsi fra la vegetazione circostante e spiccando fulmineamente il volo in direzione quasi verticale qualora la fonte di disturbo si avvicinasse eccessivamente.

### Alimentazione
L'astro quagli ali rosse è un uccello principalmente granivoro, che si nutre perlopiù di piccoli semi e granaglie, integrando inoltre la propria dieta con insetti, frutta, bacche e germogli.

### Riproduzione
La stagione riproduttiva cade solitamente durante la fase finale della stagione delle piogge: ambedue i partner collaborano alla costruzione del nido, che ha forma sferica, viene edificato intrecciando piuttosto grossolanamente fili d'erba e fibre vegetali ed ubicato fra l'erba alta, a poca altezza dal suolo oppure direttamente su di esso. Al suo interno la femmina depone 3-5 uova biancastre, che essa cova alternandosi col maschio per circa due settimane, al termine delle quali schiudono pulli ciechi ed implumi: essi vengono accuditi da ambedue i genitori, e generalmente si allontanano definitivamente dal nido circa ad un mese dalla schiusa.

## Distribuzione e habitat
Questa specie è diffusa, seppur in maniera piuttosto discontinua, dalla Nigeria sud-orientale al Sudan meridionale e a sud fino all'Angola nord-occidentale ed al Congo centrale, e dalla Tanzania meridionale al Mozambico ed allo Zimbabwe orientale.
L'habitat di questi uccelli è rappresentato dalle aree aperte a copertura erbosa, punteggiate da cespugli o alberi isolati, possibilmente su terreni umidi e argillosi o sabbiosi, nei pressi di una fonte d'acqua dolce permanente.

## Tassonomia
Se ne riconoscono due sottospecie:
- Paludipasser locustella locustella, la sottospecie nominale, diffusa dalla Nigeria orientale al Kenya;
- Paludipasser locustella uelensis Chapin, 1916, diffusa dall'Angola al Mozambico;

Secondo alcuni autori, l'astro quaglia ali rosse sarebbe da ascrivere al genere Ortygospiza assieme agli affini astri quaglia, col nome di Ortygospiza locustella: tuttavia attualmente la maggior parte degli studiosi sono d'accordo nel considerare corretta l'ascrizione di questi uccelli al genere monotipico Paludipasser, strettamente correlato proprio ad Ortygospiza, ma vicino anche ai generi Amadina e Amandava (coi quali formerebbe un clade piuttosto basale rispetto agli altri estrildidi).